# シャーミアン・カー
シャーミアン・カー(Charmian Carr、1942年12月27日 - 2016年9月17日)はアメリカの女優・歌手で、映画サウンド・オブ・ミュージックの長女リーズル役で知られる。本名シャーミアン・ファーノン。

## 来歴
女優のリタ・オーマンとミュージシャンのブライアン・ファーノンの第二子としてイリノイ州シカゴで生まれる。姉は女優のシャノン・ファーノン。妹は女優のダーリーン・カー。
大学に通いながら医師の仕事を手伝っていたが、その間に母がサウンド・オブ・ミュージックのオーディションを申込んだ。シャーミアンは母にとっては大学の卒業証書を手にするよりも映画に出演する方がより重要だと思いオーディションを受けることにした。結果、ジェラルディン・チャップリン、パティ・デューク、ミア・ファロー、シャロン・テートらをおさえ、リーズル役を手にした。
監督のロバート・ワイズはシャーミアンという名前に対してファーノンでは姓が長すぎるということで、一音節の姓のリストをシャーミアンに提示したが、その中から彼女はカーを選んだ。
1967年5月21日にジェイ・ブレントと結婚。ジェニファーとエミリーの二人の娘を育てるために女優業を引退し、カリフォルニアでインテリアデザインの会社を立ち上げた。マイケル・ジャクソンも顧客の1人だったという。1991年に離婚。

## エピソード
映画サウンド・オブ・ミュージックにおいて、ロルフとのダンスシーンの撮影時に、衣装係が彼女の靴に滑り止めパッドを入れるのを忘れていたため、シャーミアンは滑ってガゼボの窓を突き抜けてしまった。

## その他
「永遠にリーズル」と「リーズルの手紙」の2冊の本を出版した。
1966年にABCテレビでスティーヴン・ソンドハイムのミュージカル「Evening Primrose」に出演。男性の主役はアンソニー・パーキンス。
2007年12月12日に映画サウンド・オブ・ミュージックのメーキング版のゲストとしてテレビに出演し思い出を話している。